# A szerencsepénz (Így jártam anyátokkal)
A szerencsepénz az Így jártam anyátokkal című televízió-sorozat második évadának tizenötödik epizódja. Eredetileg 2007. február 12-én vetítették, míg Magyarországon egy évvel később, 2008. november 21-én.
Ebben az epizódban Ted visszavezeti annak történetét,hogy miért késett le egy repülőgépet, egészen odáig, hogy talált egy szerencsepénzt.

## Cselekmény
Ted és Robin rohannak a repülőtéren, hogy elérjék a Chicagóba tartó gépet. Ted ugyanis interjúra megy a városba, egy menő építészcég felvételi beszélgetésére. Nem akarják őket felengedi, mire Ted megemlíti, hogy azért késtek, mert a bíróságon volt jelenése, hogy elítéljék. Nem nagy bűncselekményért, csak azért, mert átugrott a metró beléptetőkapuján. Miközben arra várnak,hogy felengedjék őket, Robin felveti, hogy ez talán Barney hibája.
Néhány hónappal korábban Marshall eltörte a lábujját, ami elkeserítette, hiszen indulni akart a new york-i maratonon, és nagyon készült rá. Barney szerint az egész csak nyavalygás, mert a maratonra nem készülni kell, hanem csak lefutni. Marshall fogad Barneyval, hogy nem fogja tudni lefutni a távot. Másnap mindenki meglepetésére Barney teljesíti a maratont, és még csak fáradtnak sem tűnik utána. Marshall kifizeti neki, amit nyert, majd megjegyzi, hogy a futók aznap ingyen utazhatnak a metrón. Barney, hogy mindenkinek elhenceghessen az érmével, úgy dönt, metróval megy haza. Ám nem sokkal később csörög Ted telefonja: Barney az, aki leült a szerelvényen, és most a lábai nem engedelmeskednek, képtelen felállni. Ted segítségét kéri, aki a 86. utcában várja, hogy odaérjen a metró. De mivel hamarabb érkezik, mint várta, nem vesz jegyet, hanem csak átugorja a beléptetőkaput, mire a biztonságiak azonnal leteperik, Barney pedig továbbra is a metró foglya marad.
Visszatérve a jelenbe, közlik Tedékkel, hogy erre a gépre már nem, de egy másik, hamarosan indulóra még felszállhatnak. Míg oda igyekeznek, Ted jobban belegondol, és rájön, hogy igazából Robin hibája, hogy lekésték a gépet. Ugyanis 2006 áprilisában Marshall elkezdett a maratonra edzeni Lily és egy könyv segítségével. A könyv egyik tippje szerint a futóknak érdemes beolajozniuk magukat a kidörzsölődés ellen, különösen a mellbimbójuk tájékán. Miközben Marshall épp kente magát a fürdőszobában, Robin rányitott, és a meglepetéstől elesve törte el a lábujját.
Robin ezt a logikát továbbgondolva elmondja Tednek, hogy az igazi ok Lily. Ugyanis korábban, amikor Teddel sétálgattak, Robin felfedezett egy esküvői ruhaszalont, ahol nagy kiárusítás várható. Lily izgalomba jön, és ő és Robin már előző éjszaka letáboroznak sok más nővel együtt a bolt előtt, hogy ne maradjanak le az akciókról. Csakhogy egy bekapcsolva felejtett autóriasztó miatt semmit nem tudnak aludni az éjjel. Robin aludni ment fel a lakásra, amikor szembetalálkozott Marshall-lal.
A történet felidézése közben arra várnak, hogy van-e szabad hely még a második gépen. Ted belegondol az eseményekbe, és rájön, hogy igazából ez az egész nem Lily hibája. Ugyanis ő még korábban a metrón talált egy 1939-ből származó pennyt. Be akarta váltani, azt remélve, hogy sokat ér, de csak másfél dollárt kapott érte. A pénzből hot dogot vettek Robinnal, és séta közben látták meg az esküvői ruhaszalont. Mivel nem lehet tudni, hogy ki hagyta el a pénzt, Ted arra a következtetésre jut, hogy az egész a saját hibája. Ráadásul a második repülőre már nem kapnak jegyet, így lemarad az interjúról. Robin azzal vigasztalja, hogy ha annyira kell nekik Ted, biztos adnak másik időpontot.
Jövőbeli Ted elmondja, hogy nem kapott időpontot, és valaki más kapta meg a munkát, de ezt a sors akaratának tudja be. Mivel annak, akit felvettek, 3 hónappal később Chicagóba kellett költöznie. És ha ez Teddel történt volna meg, sosem találkozott volna későbbi feleségével.
A zárójelenetben Barney, akiről Ted teljesen megfeledkezett, még mindig a metrón ül, és három haramia kifosztja, elvéve a medálját.

## Kontinuitás
- Először jelenik meg a sorozatban az Anya, bár az arcát a menyasszonyi fátyol miatt nem látni.
- A szerencsepénzt Ted "A skorpió és a varangy" című részben találta.
- Barney elhenceg a vagyonával, mint "A szabadság édes íze" és "A világ legjobb párosa" című részekben.
- Marshall megemlíti Barney szerencsejáték-függőségét.

## Jövőbeli visszautalások
- Amikor Ted és Marshall Párizsba utaznak meglátogatni Lilyt a "Mosolyt!" című részben, Marshall a maratonos könyvet olvassa.
- "Az alteregók" című részben Robinnak is Chicagóban ajánlják fel álmai állását.
- "A nagy verseny" című részben Marshall utal rá, hogy jól bír hosszú távon futni.
- Tedet a "Valami új" című részben ismét Chicagóba hívják dolgozni, amit ekkor el is fogad.
- "A világítótorony" című részben Ted felfedi érmegyűjtő hobbiját, amit az Anya is oszt.
- A "Szünet ki" című rész alapján Ted lánya, Penny, a szerencsepénz után kapta a nevét.

## Érdekességek
- Kisebb baki, hogy amikor Ted megtalálta a szerencsepénzt, Marshall és Lily nem voltak együtt,viszont a visszaemlékezésekben már mint egy pár mutatkoznak.

## Zene
- Oppenheimer – Nine Words

## Vendégszereplők
- Meredith Scott Lynn – Phyllis
- John Rosenfeld – fickó
- Kelly Perine – Fred

## Fordítás
- Ez a szócikk részben vagy egészben  a   Lucky Penny című angol Wikipédia-szócikk ezen változatának fordításán alapul.  Az eredeti cikk szerkesztőit annak laptörténete sorolja fel. Ez a jelzés csupán a megfogalmazás eredetét és a szerzői jogokat jelzi, nem szolgál a cikkben szereplő információk forrásmegjelöléseként.| - m - v - sz « előző Így jártam anyátokkal 2. évad következő »                                                                                                                                                                                                                                                                                                                                                       | - m - v - sz « előző Így jártam anyátokkal 2. évad következő » |
| --- | -------------------------------------------------------------- |
| - Az Így jártam anyátokkal epizódjainak listája |                                                                |
| - Hol is tartottunk? - A skorpió és a varangy - Villásreggeli - Ted Mosby, az építész - A világ legjobb párosa - Jogi praktikák - Swarley - Atlantic City - A pofogadás - Szingliszellem - Hogyan lopta el Lily a karácsonyt - Először New Yorkban - Oszlopok - A hétfő esti meccs - A szerencsepénz - Cuccok - Arrivederci, Fiero - A költözés - A legénybúcsú - Nyílt kártyákkal - Valami kölcsönvett - Valami kék |                                                                |